# Roland Lacombe
Roland Lacombe (* 11. Juli 1938 in Alizey, Département Eure-et-Loir; † 24. November 2011 in Montierchaume) war ein französischer Radrennfahrer und nationaler Meister im Radsport.

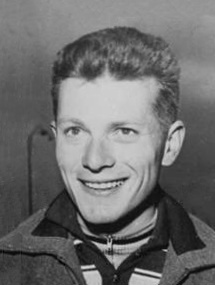

## Sportliche Laufbahn
Lacombe war Teilnehmer der Olympischen Sommerspiele 1960 in Rom. Im olympischen Straßenrennen wurde er beim Sieg von Wiktor Kapitonow als 13. klassiert. Im Mannschaftszeitfahren belegte er gemeinsam mit Henri Duez, François Hamon und Jacques Simon den 7. Platz.
1958 startete er bei den UCI-Straßen-Weltmeisterschaften, er wurde 35. im Rennen der Amateure. 1960 kam er beim Sieg von Bernhard Eckstein im Weltmeisterschaftsrennen auf den 6. Platz. Er startete 1960 in der Internationalen Friedensfahrt, die er als 65. beendete. 1960 wurde er auch nationaler Meister im Straßenrennen der Amateure. Zudem gewann er die Militärmeisterschaft im Straßenrennen.
Von 1961 bis 1964 war er als Berufsfahrer aktiv. 1962 erzielte er seinen einzigen Sieg als Profi im Rennen Roubaix–Cassel–Roubaix. 1963 schied er auf der 10. Etappe der Tour de France aus.